# تآمر على الحقوق
التآمر على الحقوق هو جريمة فدرالية في الولايات المتحدة الأمريكية بموجب 18 of the United States Code:
إذا تآمر شخصان أو أكثر لإصابة أو قهر أو تهديد أو ترويع أي شخص [...] لحريته في ممارسة أوالتمتع بأي حق أو امتياز منحه له الدستور أو قوانين الولايات المتحدة، أو لأنه قام بهذه الممارسات؛...
يعاقبون بموجب هذا البند بالغرامة أو بالسجن لمدة لا تزيد عن عشر سنوات، أو بهما معًا؛ وإذا ترتب على ارتكاب تلك الأفعال المخالفة لهذا القسم حدوث وفاة، أو تضمنت تلك الأفعال اختطافًا أو شروعًا في اختطاف أو اعتداء جنسيًا شديد أو الشروع في الاعتداء الجنسي، أو الشروع في القتل، يعاقبون بموجب هذا البند بالغرامة أو بالسجن لأية مدة أو مدى الحياة، أو بهما معًا، أو بالإعدام.